# ヨン・メホト
ヨン・メホト（ジョン・メトホト、John Metgod）ことヨハネス・アントニウス・ベルナルドゥス・メホト（Johannes Antonius Bernardus Metgod、1958年2月27日 - ）は、オランダ・アムステルダム出身の元同国代表サッカー選手でありサッカー指導者。ポジションはDF。現在はアラブ首長国連邦代表のアシスタントコーチを務める。

## 経歴

### クラブ
1974年、HFCハールレムでプロデビューを果たし、1シーズン後にAZアルクマールへと移籍した。AZでは6シーズンを過ごし、1980-81シーズン、クラブはUEFAカップ決勝に進出。イプスウィッチ・タウンFCと対戦した。2戦合計4-2で試合には敗れたものの、メホトはCBながら1得点を記録した。
1982年、レアル・マドリードに移籍した。1年目はドイツ人DFのウリ・シュティーリケとコンビを組み安定した守備を見せたが、2シーズン目は当時の「ピッチに同時に立てる外国人選手は2人まで」という規則により、ホルヘ・バルダーノにその座を奪われ出場機会が減少した。
レアル・マドリードでの出場機会減少を受け、イングランドのノッティンガム・フォレストFCへと移籍した。ノッティンガムでは守備の要として活躍し、在籍4シーズンでリーグ戦に116試合出場、15得点を記録した。1987年にトッテナム・ホットスパーFCに活躍の場を移したが、成功を収めることはできなかった。
1988年、フェイエノールトにベテラン選手として入団した。当時のフェイエノールトとアヤックスの間には激しいライベル関係が存在し、メホト自身もアムステルダム出身であったゆえ、最初はフェイエノールトサポーターに受け入れられなかった。しかし、メホトがアヤックスユースではなくDWSユース上がりだということとメホト自身の活躍からすぐにサポーターの支持を得た。1992-93シーズンにはエールディヴィジを制覇、翌1994-94シーズンの終了をへてその長い現役生活に終止符を打った。

### 代表
1978年11月15日、ドイツ民主共和国代表戦にて、ヨハン・ニースケンスとの交代でA代表デビューを飾った。また、オランダ代表としてUEFA欧州選手権1980に参加した。

## 指導者経歴
現役引退後すぐにサッカー指導者としてのキャリアを開始し、1996-97シーズン、自身初となるトップチームの指揮を務めるクラブとしてSBVエクセルシオールが挙がった。しかし、1シーズンで解任され、2004-05シーズンに再度復帰するもまたもや1シーズンで役目を終えた。それ以降は主にイングランドのクラブでアシスタントコーチとしてサッカーに携わっていたが、2019年からはアラブ首長国連邦代表のアシスタントコーチを務める。

## タイトル

### クラブ
AZ
- エールディヴィジ : 1回 (1980-81)
- KNVBカップ : 3回 (1978, 1981, 1982)

フェイエノールト
- エールディヴィジ : 1回 (1992-93)
- KNVBカップ : 3回 (1991, 1992, 1994)

### 個人
- ハウデン・スヒューン : 1回 (1992)